# Kaufland Winter Games 2023
Kaufland Winter Games 2023 se konaly od 13. do 15. ledna 2023 v Bratislavě, na Národním fotbalovém stadionu (Tehelné pole). V rámci hokejových her pod širým nebem se v pátek 13. ledna uskutečnil zápas 18. kola české Tipsport extraligy mezi Třincem a Kometou, ve kterém zvítězil Třinec 6:1. Následující dvě utkání byly v rámci slovenské Tipos extraligy. A sice, v sobotu 14. ledna utkání 34. kola mezi Trenčínem a Zvolenem, ve kterém zvítězil Trenčín 2:1. Poslední utkání, které bylo vyvrcholením celé akce se odehrálo v rámci 24. kola mezi Bratislavou a Košicemi, ve kterém zvítězila Bratislava 3:1. V rámci víkendu se setkala také mládežnická mužstva slovenských týmů a uskutečnil se zápas legend Slovanu proti legendám pražské Sparty, který dopadl remízou 4:4.
Celá událost byla věnována na počest 100. letého výročí založení hokejového klubu Slovan Bratislava. Ambasadorem celé akce se stal nejlepší střelec historie Slovanu Václav Nedomanský.

## Zápasy
| 12. ledna 2023 11:30 | HC SLOVAN Bratislava 18 | 4 : 1 (1:0, 0:0, 3:1) | HOBA Bratislava 18 | Tehelné pole, Bratislava Návštěvnost: 130 |  |

| Zpráva | |                     |                                  |                                                             |
| Roberto Henriquez Daniel Panáček | Roberto Henriquez Daniel Panáček | Brankáři            | Lukáš Janičina Šimon Paulička    | Rozhodčí: Vladimír Coga Čároví: Michal Orolin Michal Klejna |
| Bruno Bajza (Nikolas Milata, Jakub Mikulec) 00:56' Nikolas Milata (Miroslav Šatan, Matej Čič) 42:54' Adam Saloň (Jakub Mikulec, Tomáš Tomaškovič) 49:42' Pavel Hurtaj (Dominik Bacigál, Patrik Vida) 53:15' | Bruno Bajza (Nikolas Milata, Jakub Mikulec) 00:56' Nikolas Milata (Miroslav Šatan, Matej Čič) 42:54' Adam Saloň (Jakub Mikulec, Tomáš Tomaškovič) 49:42' Pavel Hurtaj (Dominik Bacigál, Patrik Vida) 53:15' | 1:0 1:1 2:1 3:1 4:1 | 42:10' Matej Méri (Daniel Lysák) | Rozhodčí: Vladimír Coga Čároví: Michal Orolin Michal Klejna |
| 6 min | 6 min | Tresty              | 6 min                            | Rozhodčí: Vladimír Coga Čároví: Michal Orolin Michal Klejna |
| 52 | 52 | Střely              | 30                               | Rozhodčí: Vladimír Coga Čároví: Michal Orolin Michal Klejna |

| 13. ledna 2023 12:00 | HC SLOVAN Bratislava MŽ | 7 : 3 (1:0, 3:1, 3:2) | HK Ružinov 99 Bratislava MŽ | Tehelné pole, Bratislava Návštěvnost: 150 |  |

| Zpráva | |                                         |                                                                                  |                                                                 |
| Tomáš Vittek | Tomáš Vittek | Brankáři                                | Daniel Federl                                                                    | Rozhodčí: Marek Belica Čároví: Jozef Tvrdoň Magdaléna Čerhitová |
| Michal Sersen 07:44' Matej Krajčovič (Ivan Petkov) 35:47' Marcus Lalka (Adam Kubanda) 39:02' Samuel Saloň 39:29' Adam Kubanda (Ján Baláž) 49:09' Jakub Čachan (Matej Krajčovič) 51:30' Stanislau Tkachou (Filip Pruška, Kirill Lepskii) 56:56' | Michal Sersen 07:44' Matej Krajčovič (Ivan Petkov) 35:47' Marcus Lalka (Adam Kubanda) 39:02' Samuel Saloň 39:29' Adam Kubanda (Ján Baláž) 49:09' Jakub Čachan (Matej Krajčovič) 51:30' Stanislau Tkachou (Filip Pruška, Kirill Lepskii) 56:56' | 1:0 2:0 2:1 3:1 4:1 4:2 5:2 5:3 6:3 7:3 | 37:18' Christián Norocký 44:05' Adam Mazáček (Michal Remenár) 50:38' Jakub Livař | Rozhodčí: Marek Belica Čároví: Jozef Tvrdoň Magdaléna Čerhitová |
| 6 min | 6 min | Tresty                                  | 8 min                                                                            | Rozhodčí: Marek Belica Čároví: Jozef Tvrdoň Magdaléna Čerhitová |

| 13. ledna 2023 18:30 | HC Oceláři Třinec | 6 : 1 (1:0, 3:0, 2:1) | HC Kometa Brno | Tehelné pole, Bratislava Návštěvnost: 11 367 |  |

| Zpráva | |                             |                              |                                                                         |
| Ondřej Kacetl | Ondřej Kacetl | Brankáři                    | Dominik Furch                | Rozhodčí: Peter Stano Antonín Jeřábek Čároví: Vít Lederer Marek Hlavatý |
| Marko Daňo (Libor Hudáček, Andrej Nestrašil) 07:18' Vladimír Dravecký (Patrik Hrehorčák, Aron Chmielewski) 26:42' Marko Daňo (Tomáš Marcinko, Andrej Nestrašil) 32:35' Andrej Nestrašil (Jakub Jeřábek, Libor Hudáček) 38:37' Libor Hudáček (Daniel Voženílek, Erik Hrňa) 46:05' Daniel Voženílek (Martin Marinčin, Libor Hudáček) 49:55' | Marko Daňo (Libor Hudáček, Andrej Nestrašil) 07:18' Vladimír Dravecký (Patrik Hrehorčák, Aron Chmielewski) 26:42' Marko Daňo (Tomáš Marcinko, Andrej Nestrašil) 32:35' Andrej Nestrašil (Jakub Jeřábek, Libor Hudáček) 38:37' Libor Hudáček (Daniel Voženílek, Erik Hrňa) 46:05' Daniel Voženílek (Martin Marinčin, Libor Hudáček) 49:55' | 1:0 2:0 3:0 4:0 4:1 5:1 6:1 | 49:55' Jan Süss (Jan Ščotka) | Rozhodčí: Peter Stano Antonín Jeřábek Čároví: Vít Lederer Marek Hlavatý |
| 4 min | 4 min | Tresty                      | 8 min                        | Rozhodčí: Peter Stano Antonín Jeřábek Čároví: Vít Lederer Marek Hlavatý |
| 27 | 27 | Střely                      | 32                           | Rozhodčí: Peter Stano Antonín Jeřábek Čároví: Vít Lederer Marek Hlavatý |

| 14. ledna 2023 11:00 | HC SLOVAN Bratislava 20 | 3 : 4 (2:2, 0:1, 1:1) | HK DUKLA Trenčín 20 | Tehelné pole, Bratislava Návštěvnost: 295 |  |

| Zpráva | |                             | |                                                           |
| Shikhabutoin Gadzhiev | Shikhabutoin Gadzhiev | Brankáři                    | Matej Vereš Lukáš Fürsten | Rozhodčí: Milan Novák Čároví: Drahoslav Vyšný Marian Olle |
| Benjamín Pšenko (Adam Kurty, Maxim Mamonov) 06:19' Jakub Melikant (Lucas Jendek, Andrej Ličko) 06:51' Miroslav Šatan (Adam Kurty, Volodymyr Volkov) 48:08' | Benjamín Pšenko (Adam Kurty, Maxim Mamonov) 06:19' Jakub Melikant (Lucas Jendek, Andrej Ličko) 06:51' Miroslav Šatan (Adam Kurty, Volodymyr Volkov) 48:08' | 1:0 2:0 2:1 2:2 2:3 3:3 3:4 | 08:32' Tobias Tomík (Šimon Miklovič, Ján Svitač) 14:40' David Polodna (Viktor Petrík, Adrián Stašiniak) 35:07' Ladislav Kuriš (Marek Holík, Filip Martiška) 54:43' Matej Blicha | Rozhodčí: Milan Novák Čároví: Drahoslav Vyšný Marian Olle |
| 6 min | 6 min | Tresty                      | 18 min | Rozhodčí: Milan Novák Čároví: Drahoslav Vyšný Marian Olle |
| 41 | 41 | Střely                      | 33 | Rozhodčí: Milan Novák Čároví: Drahoslav Vyšný Marian Olle |

| 14. ledna 2023 18:30 | HK DUKLA Trenčín | 2 : 1 (1:0, 0:0, 1:1) | HKM Zvolen | Tehelné pole, Bratislava Návštěvnost: 7 776 |  |

| Zpráva                                                               |                                                                      |             |                                  |                                                                            |
| Roman Durný                                                          | Roman Durný                                                          | Brankáři    | Adam Trenčan                     | Rozhodčí: Vladimír Baluška Miroslav Štefik Čároví: Šimon Synek Lukáš Kacej |
| Šimon Petráš (Viliam Čacho, Petr Obdržálek) 02:43' John Flick 53:40' | Šimon Petráš (Viliam Čacho, Petr Obdržálek) 02:43' John Flick 53:40' | 1:0 1:1 2:1 | 42:12' Marek Hecl (Gary Messner) | Rozhodčí: Vladimír Baluška Miroslav Štefik Čároví: Šimon Synek Lukáš Kacej |
| 12 min                                                               | 12 min                                                               | Tresty      | 12 min                           | Rozhodčí: Vladimír Baluška Miroslav Štefik Čároví: Šimon Synek Lukáš Kacej |
| 29                                                                   | 29                                                                   | Střely      | 32                               | Rozhodčí: Vladimír Baluška Miroslav Štefik Čároví: Šimon Synek Lukáš Kacej |

| 15. ledna 2023 14:00 | Old Boys Slovan Bratislava | 4 : 4 (2:3, 1:1, 1:0) | Old Boys Sparta Praha | Tehelné pole, Bratislava |  |

| Zpráva | |                                 | |                                                                                 |
| Pavol Rybár (od 23. minuty Sasu Hovi) | Pavol Rybár (od 23. minuty Sasu Hovi) | Brankáři                        | Libor Plaček | Rozhodčí: Vladimír Baluška Peter Jonák Čároví: Magdaléna Čerhitová Jozef Tvrdoň |
| Miroslav Šatan (Miroslav Lažo, Michal Hreus) 04:17' Vladimír Bereš 06:25' Miroslav Lažo (Michal Hreus, Miroslav Šatan) 29:55' Miroslav Šatan (Michal Hreus, Richard Kapuš) 39:10' | Miroslav Šatan (Miroslav Lažo, Michal Hreus) 04:17' Vladimír Bereš 06:25' Miroslav Lažo (Michal Hreus, Miroslav Šatan) 29:55' Miroslav Šatan (Michal Hreus, Richard Kapuš) 39:10' | 1:0 1:1 1:2 2:2 2:3 2:4 3:4 4:4 | 05:48' Ondřej Kratěna (Jaroslav Nedvěd) 06:09' Zbyněk Hrdel (Michal Broš, Ondřej Kratěna) 10:47' Richard Žemlička (Jiří Hrdina, Jaroslav Nedvěd) 19:03' Michal Broš (Zbyněk Hrdel, Pavel Táborský) | Rozhodčí: Vladimír Baluška Peter Jonák Čároví: Magdaléna Čerhitová Jozef Tvrdoň |

| 15. ledna 2023 18:30 | HC SLOVAN Bratislava | 3 : 1 (0:1, 2:0, 1:0) | HC Košice | Tehelné pole, Bratislava Návštěvnost: 14 244 |  |

| Zpráva | |                 |                                      |                                                                    |
| Jared Coreau | Jared Coreau | Brankáři        | Jaroslav Janus                       | Rozhodčí: Denis Konc Tomáš Hronský Čároví: Martin Junek Oto Durmis |
| Milan Kytnár (Samuel Takáč) 29:14' Samuel Takáč (Michal Sersen) 38:45' Samuel Takáč (Michal Sersen, Milan Kytnár, do prázdné branky) 59:35' | Milan Kytnár (Samuel Takáč) 29:14' Samuel Takáč (Michal Sersen) 38:45' Samuel Takáč (Michal Sersen, Milan Kytnár, do prázdné branky) 59:35' | 0:1 1:1 2:1 3:1 | 15:58' Denis Parshin (Michal Chovan) | Rozhodčí: Denis Konc Tomáš Hronský Čároví: Martin Junek Oto Durmis |
| 10 min | 10 min | Tresty          | 8 min                                | Rozhodčí: Denis Konc Tomáš Hronský Čároví: Martin Junek Oto Durmis |
| 40 | 40 | Střely          | 26                                   | Rozhodčí: Denis Konc Tomáš Hronský Čároví: Martin Junek Oto Durmis |